# Lilla Edet
Lilla Edet (em sueco: Lilla Edet;  PRONÚNCIA/) é uma pequena cidade sueca do condado da Västra Götaland. 
Está localizada a 22 km a sul de Trollhättan e a 54 km a norte de Gotemburgo.

É atravessada  pelo rio Göta, ficando a sua parte ocidental na província histórica de Bohuslän e a parte oriental  na província histórica da Västergötland.                                                                                        

Tem uma área de 4,24 km² e uma populacão de 3 884 habitantes (2021).

É a sede do município de Lilla Edet, pertencente ao condado da Västra Götaland.

## História
A localidade de Lilla Edet nasceu e cresceu em torno da fábrica de papel e pasta de papel de Edet Bruk.

## Economia
A economia de Lilla Edet está dominada pela indústria de papel e pasta de papel, produzidos na fábrica Essity AB.
Uma grande parte da população do município desloca-se diariamente para trabalhar em Trollhättan e Gotemburgo.

## Cultura
- Lilla Edets bibliotek - biblioteca municipal[3]

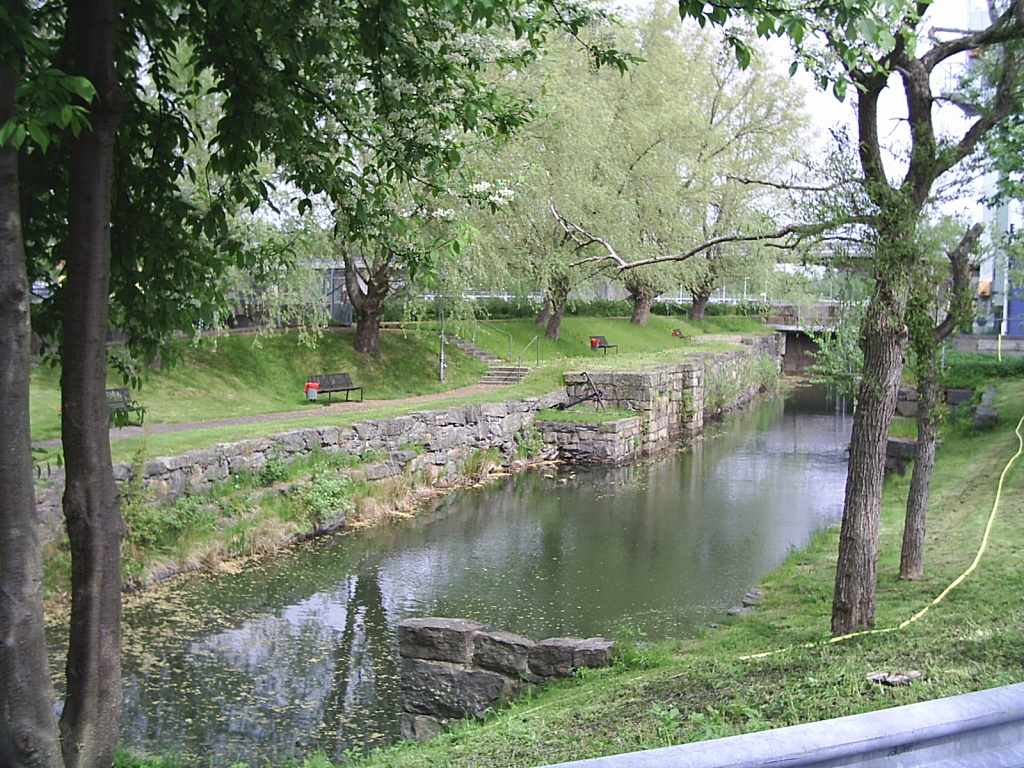
A primeira comporta de Lilla Edet (1607)
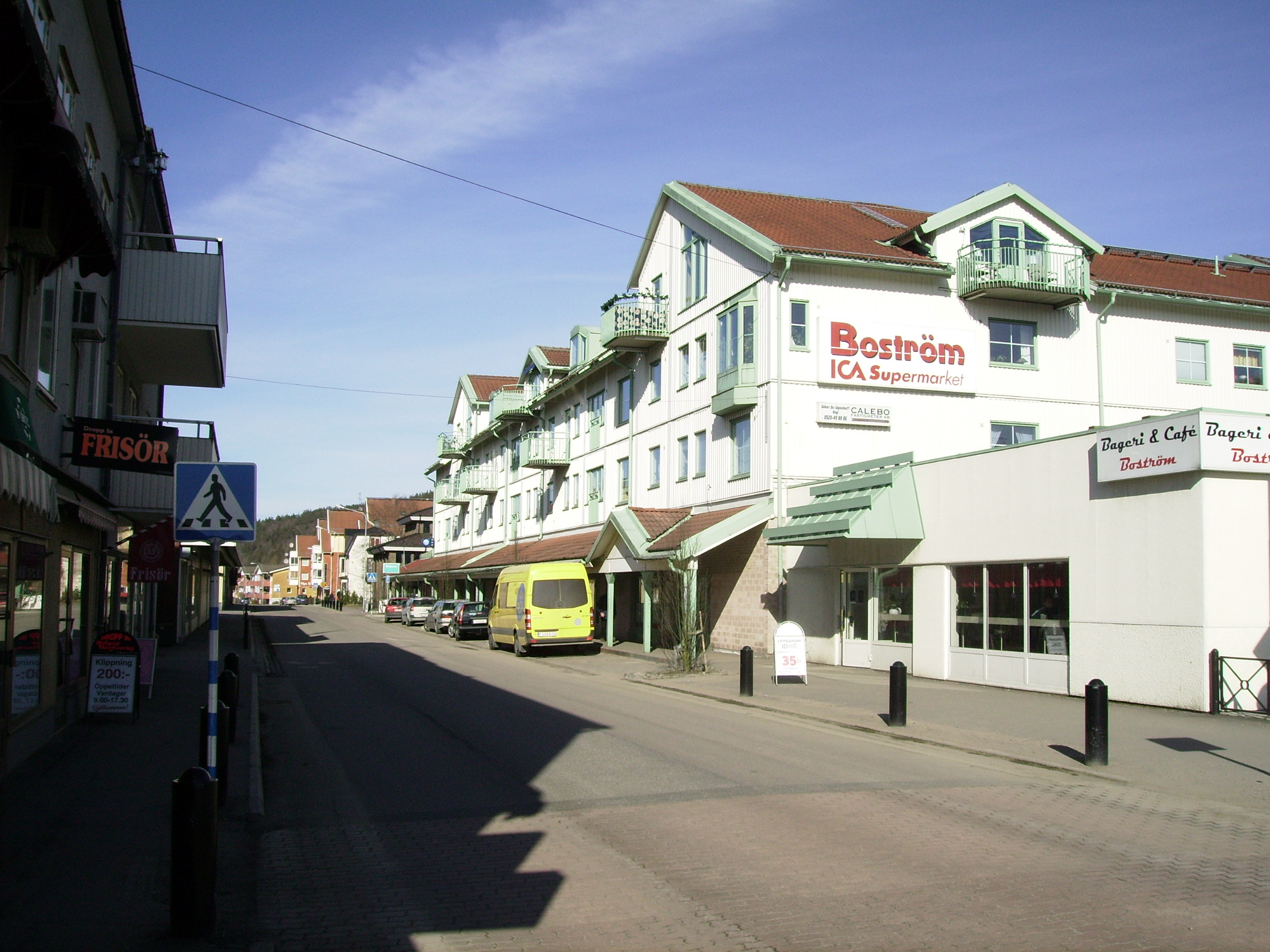
Vista da cidade
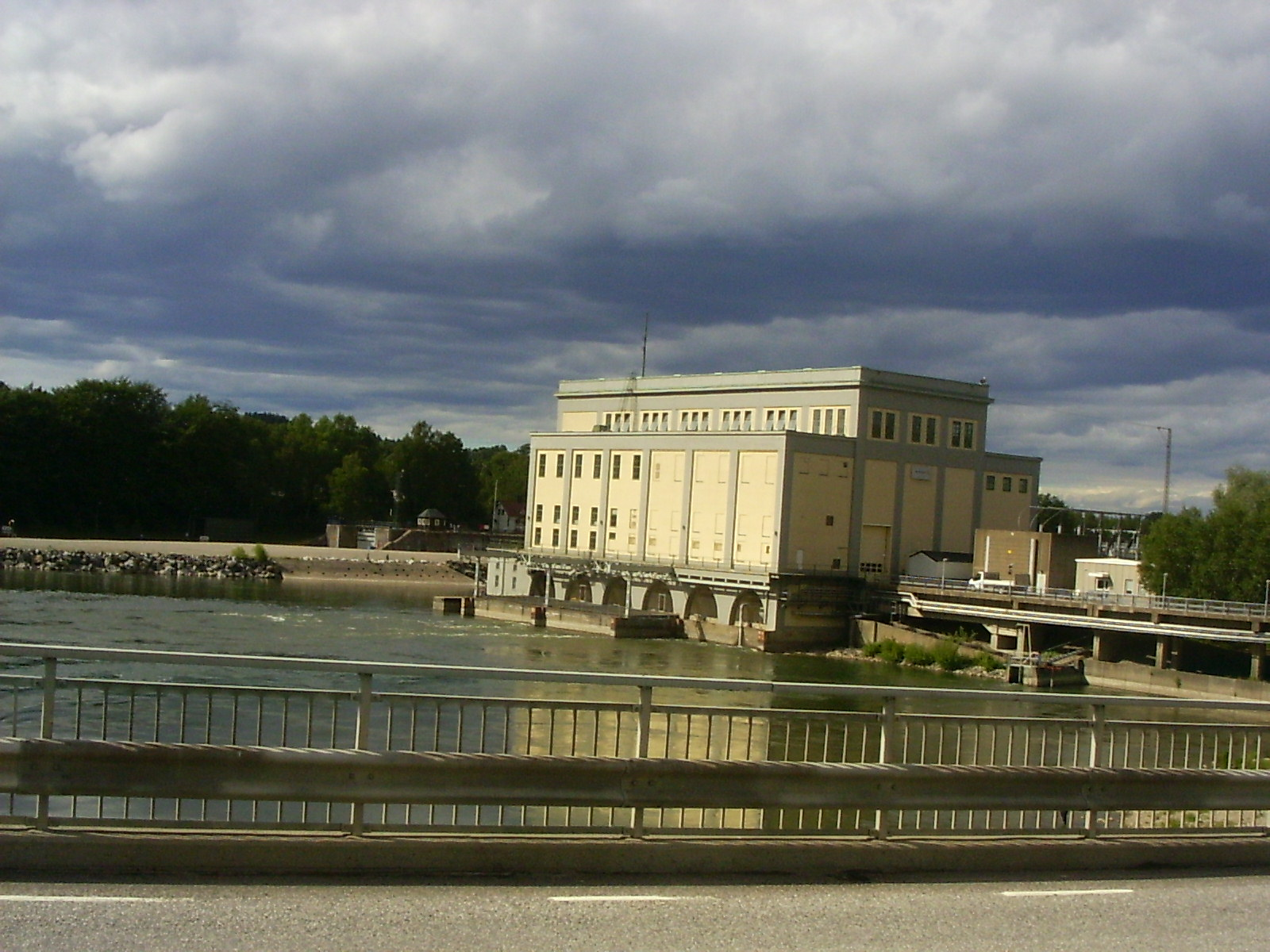
A central hidro-elétrica
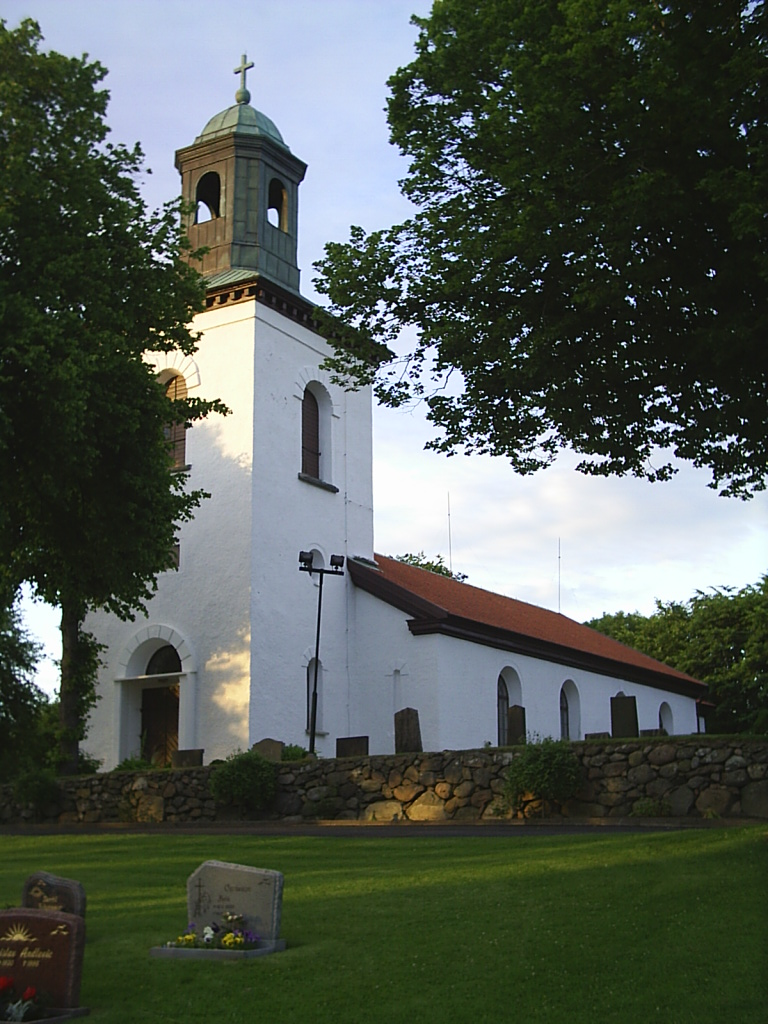
Igreja de Fuxerna